# شاهبوري (مقاطعة فارياب)
شاهبوري (بالإنجليزية: Tolombeh-ye Shahpuri)‏ هي مستوطنة تقع في كرمان في إيران. يقدر عدد سكانها بـ 37 نسمة .